# فرهنگستان زبان
فرهنگستان زبان نهادی است که سیاست زبانیِ یک کشور، برحسب زبان معیار، در آن تدوین می‌شود. فرهنگستان‌های زبان عموماً رویکردی تجویزگرایانه دارند و انگیزهٔ آنها غالباً سره‌گرایی زبانی است.